# Idiasta minor
Idiasta minor är en stekelart som beskrevs av Bhat 1979. Idiasta minor ingår i släktet Idiasta och familjen bracksteklar. Inga underarter finns listade i Catalogue of Life.